# Ingeborg-Bachmann-Preis 2004
Der Ingeborg-Bachmann-Preis 2004 war der 28. Wettbewerb um den Literaturpreis im Rahmen der Tage der deutschsprachigen Literatur. Die Veranstaltung fand vom 23. bis 27. Juni 2004 im Klagenfurter ORF-Theater des Landesstudios Kärnten statt. Die Klagenfurter Rede zur Literatur hielt Herta Müller unter dem Titel Die Anwendung der dünnen Straßen.

## Autoren

### Erster Lesetag
- Anna Katharina Hahn: Kavaliersdelikt, vorgeschlagen von Ursula März
- Wolfgang Herrndorf: Diesseits des Van-Allen-Gürtels, vorgeschlagenen von Klaus Nüchtern
- Juli Zeh: Nichts ist schlimmer als Unversehrtheit, vorgeschlagen von Iris Radisch
- Dorothea Dieckmann: Guantánamo (Romanauszug), eingeladen von Ursula März
- Simona Sabato: Beginn eines Romans, eingeladen von Burkhard Spinnen
- Sandra Hoffmann: Den Himmel zu Füßen (Romanauszug), eingeladen von Heinrich Detering
- Rolf Schönlau: N° 9, eingeladen von Heinrich Detering

### Zweiter Lesetag
- Thomas Raab: Einführung in die doppelte Buchhaltung, eingeladen von Daniela Strigl
- Richard David Precht: Baader Braun, eingeladen von Daniela Strigl
- Artur Becker: Auszug aus einer Novelle, eingeladen von Norbert Miller
- Andreas Münzner: Kennen sie Tschechow, eingeladen von Ilma Rakusa
- Uwe Tellkamp: Der Schlaf in den Uhren (Romanauszug), eingeladen von Ilma Rakusa
- Melinda Nadj Abonji: Im Schaufenster in Frühling (Romanauszug), eingeladen von Martin Ebel
- Arne Roß: Pauls Fall (Auszug), vorgeschlagen von Burkhard Spinnen

### Dritter Lesetag
- Roswitha Haring: Das halbe Leben, vorgeschlagen von Martin Ebel
- Guy Helminger: Pelargonien, vorgeschlagen von Iris Radisch
- Arno Geiger: 16. April 2001, vorgeschlagen von Norbert Miller
- Bettina Balàka: Blaue Augen, eingeladen von Klaus Nüchtern

## Juroren
- Heinrich Detering
- Martin Ebel
- Ursula März
- Norbert Miller
- Klaus Nüchtern
- Iris Radisch (Juryvorsitz)
- Ilma Rakusa
- Burkhard Spinnen
- Daniela Strigl

## Preisträger
- Ingeborg-Bachmann-Preis (dotiert mit 22.500 Euro): Uwe Tellkamp
- Preis der Jury (dotiert mit 10.000 Euro): Arne Roß
- 3sat-Preis (7.500 Euro): Guy Helminger
- Ernst-Willner-Preis (7.000 Euro): Simona Sabato
- Kelag-Publikumspreis (dotiert mit 5.000 Euro): Wolfgang Herrndorf